# Juan Díaz Canales

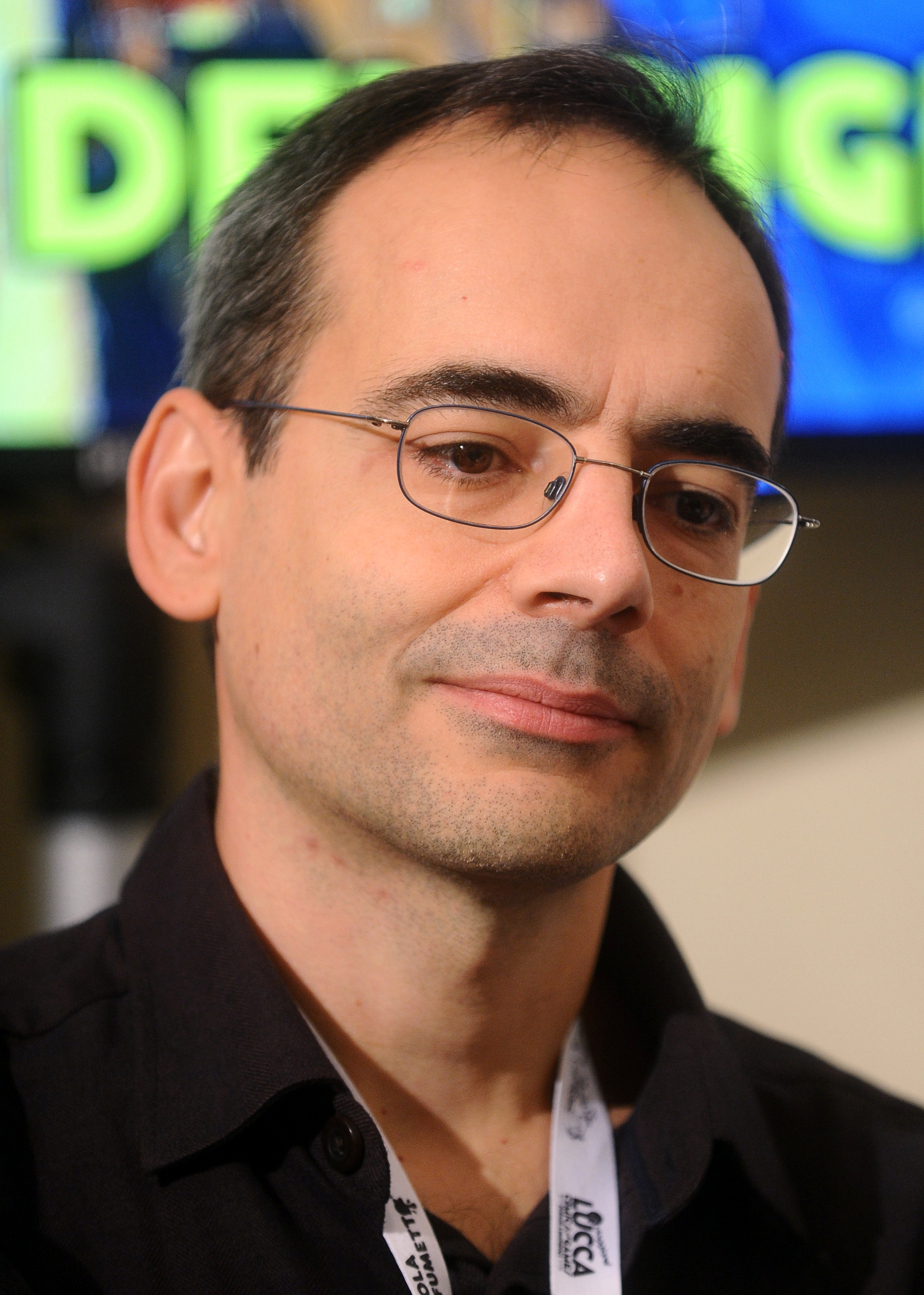
Juan Diaz Canales a Lucca Comics & Games 2015

Juan Díaz Canales (Madrid, 1972) è un fumettista e sceneggiatore spagnolo conosciuto come co-creatore di Blacksad.

## Biografia
Sin da giovanissimo, Juan Díaz Canales inizia ad interessarsi al fumetto, interesse che aumentò e si espanse al cinema d'animazione. All'età di diciotto anni, entra in una scuola di animazione. Nel 1996 fonda, insieme ad altri tre artisti, una compagnia chiamata Tridente Animation. Attraverso questa compagnia, Canales ha lavorato con case di produzione europee e americane, fornendo storie e sceneggiature per fumetti e film d'animazione, oltre che dirigendo serie televisive d'animazione e film animati.
Durante questo periodo incontra Juanjo Guarnido, con il quale Canales decide di creare dei fumetti basati su un investigatore privato, Blacksad. Dopo aver contattato diverse case editrici, Guarnido e Canales finalmente ottengono un contratto con l'editore francese Dargaud, e nel novembre 2000, Quelque part entre les ombres (Da qualche parte all'interno delle ombre) viene pubblicato. È un grande successo sia di critica che di pubblico, e viene premiato con il Prix de la Découverte in occasione del Sierre International Comics Festival e con l'"Avenir" al Festival di Lys-lez-Lannoy, rispettivamente in Svizzera e Francia. A marzo 2003 viene pubblicato il secondo albo della serie, Arctic-Nation. Ancora una volta è un grande successo, che gli fa vincere il premio del pubblico ed il premio per i disegni in occasione del prestigioso festival Festival international de la bande dessinée d'Angoulême del 2004. Il terzo capitolo della saga di Blacksad, Âme Rouge (Anima rossa), viene pubblicato nel 2005 e nel 2006 viene premiato come migliore serie ad Angoulême.
Nel 2015 firma, con Rubén Pellejero ai disegni, il trentesimo album di Corto Maltese Sotto il sole di mezzanotte, il primo nella storia editoriale del famoso marinaio a non essere firmato dal suo creatore Hugo Pratt, deceduto nel 1995. L'album è uscito in contemporanea in Francia con l'editore Casterman, in Spagna con l'editore Norma Editorial e in Italia con l'editore Rizzoli Lizard. Successivamente la coppia di autori pubblica altre storie di Corto Maltese: nel 2017 Equatoria, nel 2019 Il giorno di Tarowean, nel 2021 Notturno berlinese, nel 2024 La linea della vita.